# NGC 3884
NGC 3884 (również PGC 36706 lub UGC 6746) – galaktyka spiralna (S0-a), znajdująca się w gwiazdozbiorze Lwa. Odkrył ją William Herschel 27 kwietnia 1785 roku. Jest to galaktyka z aktywnym jądrem typu LINER.